# Vincenzo De Michelis
Vincenzo De Michelis (Roma, 25 maggio 1825 – Roma, 16 aprile 1891) è stato un flautista e compositore italiano.

## Biografia
Le notizie biografiche su Vincenzo De Michelis sono scarsissime, si riporta per esteso cosa dice Fortunato Sconzo nel suo Il Flauto e i Flautisti: "Valente concertista di flauto, tenne per lunghi anni, con competenza e decoro il posto di primo flauto al Teatro Apollo, e fu anche professore all'Accademia di Santa Cecilia a Roma. Anch'egli tentò qualche perfezionamento nella costruzione del flauto, e nel 1874 scrisse un nuovo metodo che riflette particolarmente l'uso pratico dei suoi ritrovati costruttivi. Pubblicò molte composizioni per flauto solo e per flauto e piano, e venticinque studi di perfezionamento (Ed. Ricordi, Milano)".
Il nuovo sistema di flauto escogitato da De Michelis era a cameratura conica con 13 chiavi e 4 leve, fu realizzato dal costruttore romano Fratelli Ricchi e messo in produzione da Agostino Rampone.

## Composizioni

### Opere didattiche
- Preludio - Monologo - Onnitonico : Esercizio Giornaliero per Flauto
- 24 esercizi per flauto op. 25
- Metodo per flauto (nuovo sistema) ... : Op.89 [1874]

### Lavori per flauto e pianoforte
- Poliuto : trascrizione variata per flauto e pianoforte
- Capriccio per flauto con accomp.to di pianoforte sulla danza spagnola Jaleo de Xerès ... : Op.33
- Capriccio per flauto con accomp.to di pianoforte sopra motivi dell'opera Un Ballo in maschera di Verdi ... : Op.34
- Guglielmo Tell di Rossini : Fantasia di concerto per flauto con accomp.to di pianoforte ... : Op.35
- Freischütz di Weber : Fantasia per flauto con accomp.to di pianoforte ... : Op.36
- Schottisch variata : composizione per flauto con accompagnamento di pianoforte ... : Op.39
- Capriccio per flauto con accomp.to di pianoforte sull'opera Il Menestrello : Op.40
- Una triste rimembranza : canto elegiaco per flauto con accomp.to di pianoforte : op. 41
- La Forza del destino di G. Verdi : fantasia per flauto con accompagnamento di pianoforte ... : Op.43
- L'Ebreo del M° Apolloni : Fantasia per flauto con accomp.to di pianoforte ... : Op.44
- La Stella d'Italia : valzer-capriccio per flauto con accomp.to di pianoforte ... : Op.45
- Il Profeta di Meyerbeer : .Fantasia per flauto con accomp.to di pianoforte ... : Op.46
- Faust di C. Gounod : Fantaisie pour flûte Op. 48
- Luisa Miller del cav.e Verdi : fantasia per flauto con accomp.to di pianoforte : Op. 50
- Fantasia brillante sopra l'opera Jone del M°Petrella per flauto con accomp.to di pianoforte ... : Op.51
- Da Gusman su fragil barca : Cavatina nell'opera Alzira del cav.e G. Verdi : Op.52
- Mazurka nell'opera Un Ballo in maschera di Verdi ... : Op.53
- A Granata : arietta spagnuola di G. Rossini ... ; Op.54
- La Vedova andalusa : Canzone spagnuola di G. Rossini ... : Op.55
- Ranz : capriccio per flauto con accomp.to di pianoforte ... : Op.56
- Gli Ugonotti di Meyerbeer : Fantasia per flauto con accomp.to di pianoforte ... : Op. 57
- Traviata (Violetta) del cav.e Verdi : Capriccio per flauto con accompagnamento di pianoforteb: Op. 58
- Preghiera del celebre cantore A. Stradella : trascritta per flauto con accomp.to di pianoforte ... : op.59
- Un Ballo in maschera di Verdi : Trascrizione per flauto conccomp.to di pianoforte ... : Op.61
- L'Ebrea d'Halèvy : Morceaux de salon pour flûte avec accomp.t de piano ... : Op.62
- Le Parlate d'amor : Strofe nell'opera Faust di C. Gounod : op. 63
- La Cachucha da mi niña : composizione per flauto con accompag.o di pianoforte ... : Op.64
- Dinorah ou Le Pardon de Ploermel de Meyerbeer : Morceau de salon pour flûte , Op. 65
- Polka di concerto per flauto con accomp.to di pianoforte ... : Op.67
- Il giuramento di S. Mercadante : divertimento per due flauti con accomp.to di pianoforte : Op. 69
- Fantasia per flauto accompagnamento di pianoforte dell'opera Roberto il Diavolo di Meyerbeer ... : Op.70
- Don Carlo di Verdi : Fantasia per flauto con accomp.to di pianoforte ... : op.71
- Grand Solo pour flûte avec accop.t de piano ... : Op.73
- Don Carlo di Verdi : Capriccio per flauto con accomp.to di pianoforte ... : Op.75
- Forza del Destino di Verdi Fantasia per Flauto con accomp. di Quartetto, o Pianoforte di V. De Michelis, Primo Flauto al teatro Apollo di Roma, Op. 77
- Il Fornaretto opera di G. Sanelli : Romanza trascritta e variata per flauto con accomp.to di pianoforte ...op 78
- Il Carnevale di Venezia : Scherzo brillante per flauto con accomp.to di pianoforte ... : Op.80
- La Contessa di Amalfi : Fantasia per flauto con accomp.to di pianoforte ... : Op.81
- Fantasia per flauto con accompagnamneto di pianoforte su motivi del Rigoletto : Op.82
- Trastullo [Tänderlei] : Mazurka di Gio. Strauss figlio : trascritta e variata per flauto con accomp.to di pianoforte ... op. 83
- Giovanna de Guzman del celebre Verdi : fantasia per flauto con accomp.to di pianoforte : Op. 84
- Polonese di concerto per flauto con accomp.to di pianoforte... : Op.85
- Aida di G. Verdi : trascrizione variata per flauto con pianoforte ... : Op.86
- Solo di Ballabile ... : Op.87
- Aida di Verdi : 2.a trascrizione variata per flauto con pianoforte ... : Op.88
- Rapsodie-Chopin, solo pour la Flute..., Op.90
- Aida di Verdi : Fantasia per flauto con accomp.to di pianoforte ... : Op.92
- Notturno per flauto con accomp.to di pianoforte ... : Op.97
- Fleur des Alpes : tyrolienne de Holzel : trascription pour flûte et accomp.t de piano ... : Op.113
- Concertino all'antico : solo per flauto con accomp.to di pianoforte ... : Op.123
- Mignon : opéra de Ambroise Thomas. Fantaisie pour flute avec accompagt de piano, Op. 140
- Don Carlo di G. Verdi : pensiero elegiaco per flauto con accompagnamento di pianoforte: Op.146
- Le Ondine : solo fantastico per flauto con accomp.to di pianoforte ... ; Op.147 /
- Illusioni : capriccio per flauto con accomp.to di pianoforte : Op. 161

### Altre composizioni
- Marcia alla bersagliera per banda
- Casamicciola! : marcia funebre per gran banda militare
- A mezza notte ascoltami... : Notturnino per quattro flauti ... : op. 37
- Divertimento per flauto, violino e violoncello con accomp.to di pianoforte ... : Op.38
- La forza del destino|Capriccio|per|Flauto con accomp. di Orchestra|da V.De Micheli,Op.47
- Lucrezia Borgia di Donizetti, Trascrizione per Flauto Mib con accom.to di Concerto militare di V. De Michelis primo Flauto al teatro Apollo di Roma, Op.68
- Fantasia per flauto e violino con accomp.to di pianoforte sull'opera Don Carlo di Verdi ... : Op.72
- Dolce rimembranza! : Romanza per baritono con flauto obbligato e accomp.di pianoforte: Op.95
- Addio : stornello per canto con accomp.to di pianoforte : Op.98
- La lingua batte dove il dente duole : stornello-proverbio per canto e pianoforte : Op. 99
- Rimpianto! : Romanza ... : Op.114 / poesia di S. Fraschetti ;
- Un Bacio dato non è mai perduto! : Stornello romanza ... : Op.115 / poesia di S. Fraschetti
- Il Duca d'Alba : opera postuma di G. Donizetti : rapsodia per flauto, violino e pianoforte : libera trascrizione in stile facile: Op.135
- L'avvenire?... : terzettino per tre flauti : op. 136
- Trio scolastico per flauto, oboe e clarino con accompagnamento di pianoforte : Op.164